# Прибик, Иосиф Вячеславович
Иосиф Вячеславович Прибик (чеш. Josef Přibík; 11 марта 1855, имение Святая Гора, пригород Пршибрама, Австрийская империя (ныне Среднечешского края Чехии) — 20 октября 1937 , Одесса, Украинская ССР) — украинский советский оперный дирижёр, композитор и музыкальный педагог чешского происхождения. Народный артист Украинской ССР (1932).
Герой Труда.

## Биография
Выпускник пражской органной школы и фортепианной Академии Либенского (1875)
С 1878 года – директор смоленского отделения ИРМО, в 1880—1882 году — второй капельмейстер оперы в Харькове, в 1882 — первый дирижёр во Львове. Отказавшись от места директора Львовской консерватории, работал в Российской империи: оперным дирижёром в Смоленске , Киеве (1883—1885, 1889—1892), Москве , Тифлисе, занимался музыкальным просветительством в провинции России.
В 1894—1937 годах работал главным дирижёром Одесского оперного театра и преподавателем Одесской консерватории (профессор — с 1919).
Пропагандировал русскую оперную музыку. Осуществил первую постановку в Москве «Майской ночи» Римского-Корсакова, первую постановку «Пиковой дамы» Чайковского на Украине. Под управлением И. Прибика состоялись первые исполнения в Одессе «Руслана и Людмилы» Глинки, «Сказки о царе Салтане», «Снегурочки» и «Золотого петушка» Римского-Корсакова, ряда других опер русских композиторов.

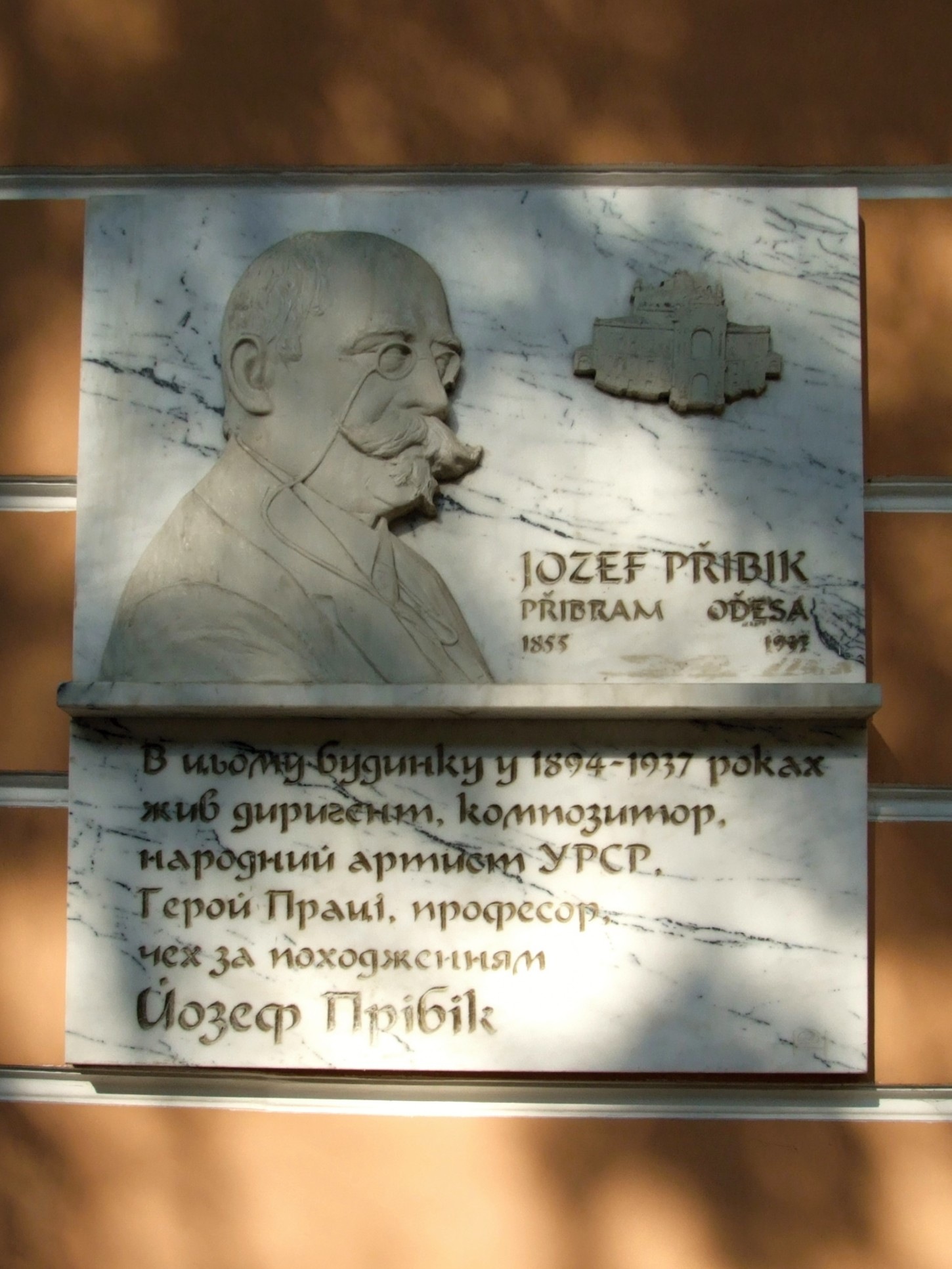
Мемориальная таблица в Одессе

В спектаклях под его руководством пели Ф. И. Шаляпин, М. И. и Н. Н. Фигнеры, Л. В. Собинов, Л. Г. Яковлев.
Автор двух сюит для оркестра, фортепианных трио, квартета, квинтета и сонаты, пьес для голоса и фортепиано, восьми одноактных опер по рассказам А. П. Чехова, среди которых «Нервы», «Забыл», «Признание», «В темноте», «Неудача», «Антрепренёр под диваном», автор кантаты в честь А. С. Пушкина, симфонии «Красный октябрь», музыкальных картин для оркестра «Праздник в деревне» и «Десять песен народов СССР», вокальных произведений, музыкально-теоретических трудов.
Похоронен на Втором Христианском кладбище Одессы.

## Память
- Установлена мемориальная доска на фасаде дома в Одессе по переулку Маяковского, 6.